# Esakiozephyrus niitakana
Esakiozephyrus niitakana är en fjärilsart som beskrevs av Matsumura 1919. Esakiozephyrus niitakana ingår i släktet Esakiozephyrus och familjen juvelvingar. Inga underarter finns listade i Catalogue of Life.